# Дордрехт
Дордрехт (на нидерландски: Dordrecht) е град и община в Нидерландия, провинция Южна Холандия. Четвъртият по големина град в провинцията. Общината обхваща целия остров Дордрехт, също наричан Островът на Дорт. Дордрехт е най-големият и важен град в Дрехтстеден и също така е част от Рандстад, главната агломерация в страната. Дордрехт е най-старият град в провинция Холандия и има богата история и култура. Община Дордрехт има население от 118 426 жители (по приблизителна оценка от януари 2018 г.).

## Спорт
Представителният футболен отбор на града се казва ФК Дордрехт.

## Побратимени градове
- Баменда, Камерун
- Варна, България
- Дордрехт (Истърн Кейп), Република Южна Африка
- Реклингхаузен, Германия
- Хейстингс, Великобритания

## Фотогалерия
- Hofstraat
- Grote Kerk (Голямата църква)
- Groothoofdspoort
- Het Hof (Дворът)
- Статуя на братята 'де Вит' пред библиотеката
- Кметството
- Pottenkade до Grote Kerk
- Вятърна мелница 'Kyck over den Dyck'
- Музеят на Дордрехт